# Joseph Bonomi der Jüngere

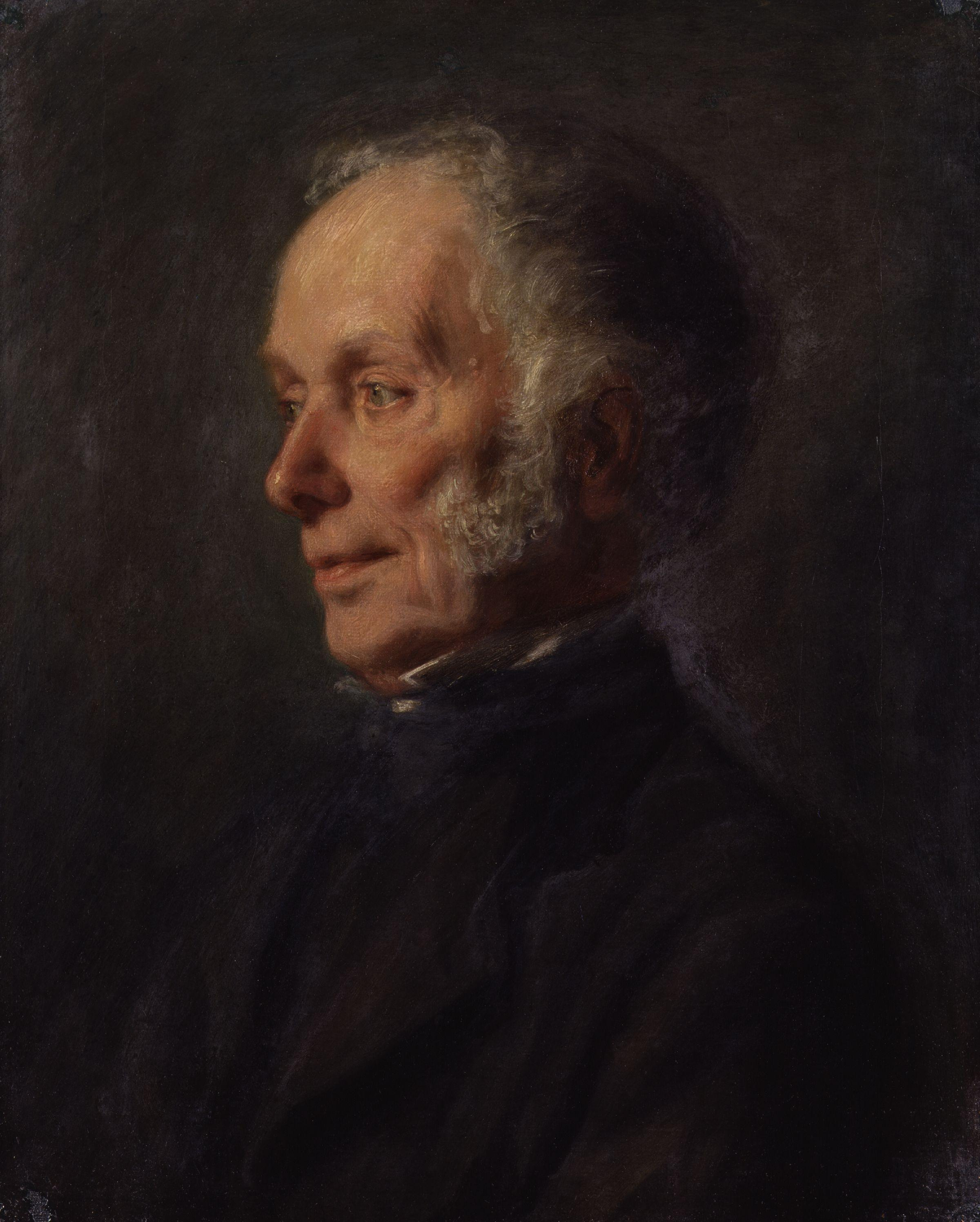
Joseph Bonomi der Jüngere. Porträt von Matilda Sharpe, 1868

Joseph Bonomi, zur Unterscheidung von seinem gleichnamigen Vater der Jüngere genannt (* 9. Oktober 1796 in London; † 3. März 1878 in Wimbledon), war ein englischer Zeichner, Ägyptologe und Museumskurator.

## Leben
Bonomi wurde in einer Familie von Architekten geboren. Sein Vater Joseph Bonomi der Ältere hatte mit Robert Adam zusammengearbeitet, sein älterer Bruder Ignatius Bonomi war ebenfalls Architekt.
Bonomi studierte an der Royal Academy in London. 1823 reiste Bonomi nach Rom. Er wollte beim Bildhauer Antonio Canova studieren, doch dieser verstarb kurz vor Bonomis Ankunft. Nach einigen Monaten Studienaufenthalt in Rom verschuldete er sich und nahm schließlich eine bescheiden bezahlte Anstellung als Begleiter des schottischen Reisenden Robert Hay an, mit dem er 1824 über Malta nach Ägypten reiste. Bei dieser Gelegenheit wurde sein lebenslanges Interesse für die Ägyptologie geweckt. Von 1824 bis 1832 lebte er in el-Qurna.
Von 1824 bis 1826 verfertigte er als Mitglied von Hays Expedition zahlreiche Skizzen von Antiken. 1825 weilten sie in Abu Simbel und zogen von dort weiter nach Kalabscha, wo Bonomi mehrere Gipsabgüsse von Reliefs verfertigte, nach Philae und schließlich nach Theben.
Bonomis Verhältnis zu Hay war jedoch belastet. Bonomi war mit seinem Lohn, den er als zu niedrig ansah, unzufrieden; gleichzeitig nahm ihm sein Vorgesetzter übel, dass er Zeichnungen und Abgüsse für sich selbst verfertigte und so sein Ansehen auf eigene Faust zu verbessern suchte. Im Juli 1826 kündigte Bonomi seine Anstellung als Hays Assistent und wurde durch Edward William Lane ersetzt.
In Kairo illustrierte Bonomi 1827/28 die Excerpta hieroglyphica von James Burton. Nachdem sich seine finanzielle Lage verbessert hatte, begegnete er in Assiut wiederum Hay und ließ sich überzeugen, bei einer weit höheren Bezahlung sich wieder dessen Team anzuschließen.
Nachdem Hay 1834 aus Ägypten abgereist war, bereiste Bonomi mit Francis Arundale und Frederick Catherwood Syrien und Palästina. 1839 illustrierte er ein ägyptologisches Lehrbuch von John Gardner Wilkinson.
1842 nahm Bonomi an der „Königlich Preußischen Expedition“ von Karl Richard Lepsius teil, zusammen mit den Zeichnern Ernst und Max Weidenbach. Sie setzten neue Maßstäbe in der Dokumentation der pharaonischen Altertümer.
Nach seiner Rückkehr nach England heiratete er 1844 Jessie, Tochter des Malers John Martin. In London katalogisierte und illustrierte er zahlreiche ägyptische Sammlungen. Zudem stellte er zusammen mit Owen Jones für die Londoner Industrieausstellung 1851 ägyptische Ausstellungsstücke zusammen und arrangierte eine ägyptische Ausstellung im British Museum.
1861 bewarb er sich um die Stelle eines Kurators am Sir John Soane’s Museum. Da diese Stelle normalerweise nur an einen praktizierenden Architekten vergeben wurde, erhielt er sie erst nach langen Bemühungen und viel Kritik.
Im März 1878 starb er in Wimbledon und wurde auf dem dortigen Brompton Cemetery begraben.

## Schriften
- mit Owen Jones: Description of the Egyptian Court Erected in the Crystal Palace. Bradbury & Evans, Sammlung „The Crystal Palace“, 1854.
- Nineveh and Its Palaces. 1894 (Nachdruck Gorgias Press LLC, 2003, ISBN 1-59333-067-7)